# Orions (banda)
Orions -también escrito como Orion's- (originalmente Orion's Beethoven) es una banda argentina de rock progresivo, formada en el año 1968.

## Historia
Orion's Beethoven se formó en el año 1968 y comenzó con sus primeros conciertos al año siguiente. Fue la primera banda argentina en fusionar el rock con música clásica.
Luego de los consabidos shows en clubes de barrio, su primer contacto con el público masivo ocurrió a fines de 1969 en el Festival Pinap, donde una concurrencia de casi 5.000 personas los consagró como Grupo Revelación del Festival.
Ya para 1970 se presentaban casi constantemente en el Instituto Di Tella y, en varias oportunidades, junto a Luis Alberto Spinetta. Sin embargo, la banda tomó relevancia durante el B.A Rock III de 1972, llevado a cabo en el Estadio Islas Malvinas de Argentinos Juniors, que quedó registrado en la película Rock hasta que se ponga el sol de Aníbal Uset (1973).
En 1973 editan su primer disco llamado Superángel, que obtuvo muy buenas críticas por su sonido de rock sinfónico y los buenos arreglos musicales. En 1975 ingresa a la formación Jorge Liechtenstein en batería, con quien preparan un disco llamado En los límites de la conciencia, que no quedó plasmado en vinilo.
Hacia el año 1977, José Luis González retorna a la batería y se incorpora el cantante Petty Guelache, transformando al grupo. Esta formación edita el segundo disco de la banda, Tercer milenio. El grupo finalmente acortaría su nombre a "Orions" a principios de los 80s, dando comienzo a una etapa completamente renovada.
Con el éxito «Hasta que salga el sol», el primer LP como Orions obtuvo una gran difusión, que se incrementó en el B.A. Rock IV, realizado en noviembre de 1982. A comienzos de 1983, Cacho D'Arias (ex-Plus) reemplazó a José Luis González, fallecido en un accidente automovilístico.
El 7 de mayo de ese mismo año, Orions presentó en el Estadio Obras de Buenos Aires su segundo trabajo discográfico, Asfalto caliente, con localidades agotadas. El recital despedida también tuvo lugar en Obras, el 30 de diciembre de 1983.
Casi veinte años después de su separación, Ronán Bar en bajo eléctrico y voz, Horacio Várbaro en teclados, Cacho D'Arias en batería, Alberto Varak en voz y Alejandro Láudano retomaron el proyecto a mediados del 2003. La reunión fue en el Teatro Premier de Buenos Aires, donde habían debutado en abril de 1972. Poco después, no continúan con el proyecto y se separan.
En el año 2014, se reúnen nuevamente en La Perla, mítico bar del rock argentino, con nuevos integrantes y repertorio, esta vez de la mano de Adrián Bar, autor y compositor de todos los temas excepto «Hasta que salga el sol». Meses después, Bar es declarado Ciudadano Ilustre del partido de Tres de Febrero por su trayectoria en el rock nacional y su destacada virtud en la guitarra, composición y letras a lo largo de su extensa carrera.
En 2016, la Asociación de Músicos Independiente (AMI) le otorga el premio a la trayectoria en el Salón Sur, ante colegas y la prensa. Lamentablemente, el baterista Cacho D'Arias, fallece el 28 de diciembre de 2016, y es reemplazado por «El Griego» Ricky Alonso, destacado baterista de Pappo's Blues y Rudy Sarzo (bajista de Quiet Riot y Ozzy Osbourne). Su primera presentación en público con Orions tuvo lugar el 18 de marzo de 2017 en el Teatro Ocean, con lleno absoluto.

## Última formación
- Adrián Bar: guitarra, voz
- Roberto Fraticelli: voz
- Ricky "Griego" Alonso: batería

## Discografía
| Nombre           | Tipo de álbum | Nombre del grupo  | Año  |
| ---------------- | ------------- | ----------------- | ---- |
| Superángel       | En estudio    | Orion's Beethoven | 1973 |
| Tercer milenio   | En estudio    | Orion's Beethoven | 1977 |
| Volando alto     | En estudio    | Orions            | 1982 |
| Asfalto caliente | En estudio    | Orions            | 1983 |